# Castle Freak
Castle Freak (título Brasileiro, Herança Maldita/Castelo Maldito) é um filme de terror americano de 1995, dirigido por Stuart Gordon. Foi  baseado no conto The Outsider, escrito por H.P. Lovecraft. Foi lançado diretamente para home-vídeo em 14 de novembro de 1995 nos EUA.

## Sinopse
Depois de herdar um castelo do século 12, que pertenceu a uma duquesa famosa, John Reilly e sua esposa Susan e sua filha adolescente, cega, Rebecca, viajam para a Itália para viver. Susan culpa John pela morte de seu filho, John Júnior, em um acidente de carro, onde ele estava dirigindo bêbado. Além de seu filho ser morto, o acidente também custou a visão de Rebecca.
Eles ficam no castelo até que eles possam vender a propriedade. Mal sabem eles, porém, que um bizarro monstro, horrível, foi mantido trancado no porão do castelo. Sem o conhecimento deles, o filho da duquesa, Giorgio Orsino, que foi mantido preso e torturado pela duquesa em vingança por seu marido ter a deixado, ainda vive nas masmorras do castelo.
Logo, a besta desfigurada escapou por meio de arrancar o seu próprio polegar para sair das correntes que o prendiam. A única referência a história de H.P. Lovecraft ocorre quando o monstro contempla seu reflexo horrível em um espelho. Ele surgiu com fome de sangue, levando a uma série de mortes inexplicáveis e desaparecimentos, incluindo o de uma prostituta que não fala Inglês que John levou para o castelo, depois de ter sido rejeitado por sua esposa, para fazerem sexo Adultério.
Quando John é o principal suspeito pelo desaparecimento da prostituta, ele deve encontrar o verdadeiro assassino antes que ele e sua família se tornem as próximas vítimas. Ao longo do caminho, ele não só deve lutar contra a própria criatura, mas superar os demônios de seu próprio passado.
A prostituta é sexualmente mutilada e morta pelo monstro, que também anda em pelo quarto de Rebecca, onde ela fica aterrorizada, podendo ouvir, mas não ver, ele. O monstro depois mata um dos policiais que investigam o castelo. A empregada que vive no castelo encontra o corpo da prostituta. Eventualmente, ele sequestra Rebecca e a algema em seu velho porão. Susan vem para resgatar sua filha, e consegue esfaquear o monstro, conseguindo correr junto com Rebecca. Mas o monstro sobrevive à sua ferida e continua a atacar Rebecca e Susan.
John começa a ligar, em sua mente, algumas das coisas estranhas que ele foi descobrindo ao redor do castelo e percebe que Giorgio é, na verdade, seu irmão, e foi a sua mãe que o acorrentou e o torturou por toda a sua vida, porque o marido a abandonou, indo para a América. 
John agora deve salvar a si mesmo e sua família do furioso Giorgio antes que os seus ossos permaneção no "castelo maldito". A batalha no terraço entre John e o monstro se segue, e acaba terminando em uma tragédia, onde John se joga do terraço com a corrente de Giorgio presa, também, ao pulso do monstro. Os dois acabam morrendo, e Susan se desculpa por ter pensado em sua culpa no caso da prostituta.
A cena final é do enterro de John, e de Susan e Rebecca indo embora e vemos o filho da mulher assassinada com a polícia.

## Elenco
- Jeffrey Combs é John Reilly
- Barbara Crampton é Susan Reilly
- Johnathan Fuller é Giorgio (o monstro)
- Jessica Dollarhide é Rebecca Reilly
- Massimo Sarchielli é Giannetti
- Raffaella Offidani é Sylvana (a prostituta)